# Amélie de Saxe-Hildburghausen
Pour les articles homonymes, voir Amélie de Saxe (homonymie).
La princesse Sophie Amélie Caroline de Saxe-Hildburghausen (allemand : Sophie Amalie Karoline von Sachsen-Hildburghausen; née le 21 juillet 1732 à Hildburghausen; décédée le 19 juin 1799 à Öhringen), est par mariage une duchesse de Hohenlohe-Neuenstein-Oehringen.

## Biographie
Amélie est la plus jeune enfant et la seule fille du duc Ernest-Frédéric II de Saxe-Hildburghausen de son mariage avec Caroline d'Erbach-Fürstenau, fille de Philippe-Charles d'Erbach-Fürstenau.
Elle épouse le 28 janvier 1749 à Hildburghausen le prince Louis de Hohenlohe-Neuenstein-Oehringen (23 mai 1723 – 27 juillet 1805). Ils ont un fils, Charles-Louis-Frédéric (20 avril 1754 – 28 février 1755).
Parce qu'ils n'ont pas d'enfants, après le décès de Louis, ses terres sont allées à la branche de Hohenlohe-Ingelfingen.
En 1770 Amélie invite son frère Eugène de Saxe-Hildburghausen, en disgrâce, et plus tard, sa femme quand ils se sont mariés en 1778, à vivre à la cour, à Öhringen, où ils restent jusqu'à leur décès (en 1795 et 1790, respectivement).
Elle est enterrée avec son mari dans la Collégiale de Öhringen. Dans le transept sud, un relief en marbre de Caroline et son mari est créé dans un style néo-classique de style par le sculpteur Johann Gottfried Schadow , à l'occasion des noces d'or du couple en 1799.